# Actinoptera carignaniensis
Actinoptera carignaniensis är en tvåvingeart som beskrevs av Kapoor och Grewal 1977. Actinoptera carignaniensis ingår i släktet Actinoptera och familjen borrflugor. Inga underarter finns listade i Catalogue of Life.